# 龙潭街道 (成都市)
龙潭街道，是中华人民共和国四川省成都市成华区下辖的一个乡镇级行政单位。龙潭街道常住人口约9万余人，其中客家人约6万余人。

## 行政区划
龙潭街道下辖以下地区：
正街社区、隆兴路社区、向龙社区、鹤林社区、保平社区、丛树社区、威灵社区、同仁社区、桂林社区、同乐社区、秀水社区、和成社区、石马社区、院山社区、院东社区、高洪社区、平丰社区、光明社区、新民社区和建设社区。